# I liga brazylijska w piłce nożnej (1991)
Brazylia 1991
Mistrzem Brazylii został klub São Paulo, natomiast wicemistrzem Brazylii - klub CA Bragantino.
Do Copa Libertadores w roku 1992 zakwalifikowały się następujące kluby:
- São Paulo (mistrz Brazylii)
- Criciúma (zwycięzca Copa do Brasil - nie grał w I lidze)

Do Copa CONMEBOL w roku 1992 zakwalifikowały się następujące kluby:
- Grêmio Porto Alegre (finalista Copa do Brasil)
- CA Bragantino (wicemistrz)
- Atlético Mineiro (3 miejsce)
- Fluminense FC (4 miejsce)

Dwa najsłabsze kluby spadły do drugiej ligi (Campeonato Brasileiro Série B):
- Grêmio Porto Alegre
- EC Vitória

Do pierwszej ligi awansowały dwa najlepsze kluby drugiej ligi:
- Paysandu SC
- Guarani FC

## Campeonato Brasileiro Série A - sezon 1991

### Pierwszy etap
Do drugiego etapu awansowały 4 najlepsze kluby.

#### Kolejka 1
| Data          | Mecz                                                                                        |
| ------------- | ------------------------------------------------------------------------------------------- |
| 2 lutego 1991 | Santos FC - CR Vasco da Gama 0:0                                                            |
| 2 lutego 1991 | Atlético Mineiro - São Paulo 0:3 Eliel (2), Flávio                                          |
| 3 lutego 1991 | Corinthians Paulista - EC Vitória 1:1 Giba - Toby                                           |
| 3 lutego 1991 | Portuguesa - Sport Recife 1:0 Lê                                                            |
| 3 lutego 1991 | Fluminense FC - SE Palmeiras 4:2 Marcelo Gomes, Bobô, Julinho, Ézio - Betinho, Aguirregaray |
| 3 lutego 1991 | Botafogo FR - Náutico 2:0 Renato Gaúcho (2)                                                 |
| 3 lutego 1991 | CA Bragantino - EC Bahia 1:1 Sílvio - Naldinho                                              |
| 3 lutego 1991 | Athletico Paranaense - CR Flamengo 3:0 Tico, Carlinhos, André                               |
| 3 lutego 1991 | Cruzeiro EC - SC Internacional 0:0                                                          |
| 3 lutego 1991 | Grêmio Porto Alegre - Goiás EC 3:2 Nílson, Maurício, China - Túlio (2)                      |

#### Kolejka 2
| Data          | Mecz                                                                                          |
| ------------- | --------------------------------------------------------------------------------------------- |
| 6 lutego 1991 | CR Flamengo - São Paulo 1:0 Paulo César                                                       |
| 6 lutego 1991 | CA Bragantino - Corinthians Paulista 2:0 Alberto, Sílvio                                      |
| 6 lutego 1991 | Botafogo FR - Portuguesa 2:0 Renato Martins, Bujica                                           |
| 6 lutego 1991 | Cruzeiro EC - CR Vasco da Gama 3:0 Charles (2), Marcinho                                      |
| 6 lutego 1991 | EC Bahia - Atlético Mineiro 2:2 Adil, Luís Henrique - Gérson, Marquinhos                      |
| 6 lutego 1991 | Náutico - Santos FC 2:0 Barros, Newton                                                        |
| 6 lutego 1991 | Sport Recife - SE Palmeiras 1:2 Mirandinha - Betinho (2)                                      |
| 6 lutego 1991 | SC Internacional - EC Vitória 2:1 Cuca, Márcio Santos - Missinho                              |
| 7 lutego 1991 | Fluminense FC - Goiás EC 3:2 Bobô, Ézio, Zanata - Wallace, Lira                               |
| 7 lutego 1991 | Athletico Paranaense - Grêmio Porto Alegre 4:2 André (3), Éder - Jorge Luís (own goal), Assis |

#### Kolejka 3
| Data           | Mecz                                                                         |
| -------------- | ---------------------------------------------------------------------------- |
| 16 lutego 1991 | Corinthians Paulista - Botafogo FR 2:1 Wílson Manoe, Neto - Valdeir          |
| 16 lutego 1991 | CR Vasco da Gama - CA Bragantino 2:2 Róberson, Sorato - Mazinho, Sílvio      |
| 17 lutego 1991 | São Paulo - Santos FC 1:2 Raí - Paulinho (2)                                 |
| 17 lutego 1991 | SE Palmeiras - Portuguesa 0:2 Arnaldo, Dener                                 |
| 17 lutego 1991 | Fluminense FC - Athletico Paranaense 0:2 André, Jorge Luís                   |
| 17 lutego 1991 | Goiás EC - CR Flamengo 5:1 Túlio (2), Josué, Agnaldo, Niltinho - Aílton      |
| 17 lutego 1991 | Cruzeiro EC - Atlético Mineiro 2:2 Charles, Heider - Sergio Araújo, Paulao s |
| 17 lutego 1991 | EC Bahia - EC Vitória 0:1 Júnior                                             |
| 17 lutego 1991 | Náutico - Sport Recife 2:0 Bizu (2)                                          |
| 17 lutego 1991 | Grêmio Porto Alegre - SC Internacional 0:0                                   |

#### Kolejka 4
| Data           | Mecz                                                                      |
| -------------- | ------------------------------------------------------------------------- |
| 23 lutego 1991 | São Paulo - Fluminense FC 1:0 Rinaldo                                     |
| 23 lutego 1991 | Portuguesa - CA Bragantino 0:0                                            |
| 23 lutego 1991 | EC Bahia - CR Flamengo 2:1 Naldinho, Jorginho - Gaúcho                    |
| 24 lutego 1991 | Corinthians Paulista - Cruzeiro EC 1:1 Neto - Charles                     |
| 24 lutego 1991 | SE Palmeiras - Náutico 2:0 Careca, Eduardo                                |
| 24 lutego 1991 | Botafogo FR - EC Vitória 2:0 Vivinho, Renato Gaúcho                       |
| 24 lutego 1991 | Atlético Mineiro - Grêmio Porto Alegre 1:0 Marquinhos                     |
| 24 lutego 1991 | SC Internacional - Athletico Paranaense 2:0 Cuca (2), Helcinho            |
| 24 lutego 1991 | Goiás EC - CR Vasco da Gama 2:2 Agnaldo, Túlio - Júnior (2)               |
| 25 lutego 1991 | Santos FC - Sport Recife 3:1 Paulinho, Sérgio Santos, Luís Carlos - Hélio |

#### Kolejka 5
| Data          | Mecz                                                             |
| ------------- | ---------------------------------------------------------------- |
| 2 marca 1991  | CR Vasco da Gama - Corinthians Paulista 0:1 Giba                 |
| 2 marca 1991  | SE Palmeiras - Goiás EC 2:1 Careca (2) - Túlio                   |
| 23 marca 1991 | São Paulo - Athletico Paranaense 2:1 Raí, Cafu - Tico            |
| 23 marca 1991 | CA Bragantino - SC Internacional 1:1 Alberto - Paulinho Criciúma |
| 23 marca 1991 | EC Bahia - Botafogo FR 0:0                                       |
| 23 marca 1991 | Fluminense FC - Grêmio Porto Alegre 2:0 Ézio (2)                 |
| 23 marca 1991 | EC Vitória - Cruzeiro EC 0:0                                     |
| 23 marca 1991 | Sport Recife - Atlético Mineiro 0:0                              |
| 23 marca 1991 | CR Flamengo - Náutico 1:0 Paulo Nunes                            |
| 14 marca 1991 | Santos FC - Portuguesa 1:1 Edu Marangon - Vladimir               |

#### Kolejka 6
| Data         | Mecz                                                              |
| ------------ | ----------------------------------------------------------------- |
| 6 marca 1991 | Botafogo FR - Goiás EC 0:0                                        |
| 6 marca 1991 | Fluminense FC - EC Bahia 2:0 Dago, Ézio                           |
| 6 marca 1991 | EC Vitória - CR Vasco da Gama 0:1 Sorato                          |
| 6 marca 1991 | Corinthians Paulista - Santos FC 2:0 Neto, Mirandinha             |
| 6 marca 1991 | Náutico - São Paulo 2:1 Bizu, Levi - Raí                          |
| 6 marca 1991 | Cruzeiro EC - CA Bragantino 1:3 Nei s - Mazinho, Alberto, Pintado |
| 6 marca 1991 | Sport Recife - SC Internacional 1:0 Hélio                         |
| 7 marca 1991 | SE Palmeiras - CR Flamengo 2:0 Careca, Odair                      |
| 7 marca 1991 | Grêmio Porto Alegre - Portuguesa 1:1 Maurício - Vágner Mancini    |
| 7 marca 1991 | Atlético Mineiro - Athletico Paranaense 1:0 Moacir                |

#### Kolejka 7
| Data          | Mecz                                                    |
| ------------- | ------------------------------------------------------- |
| 9 marca 1991  | São Paulo - EC Bahia 1:0 Macedo                         |
| 9 marca 1991  | SC Internacional - Corinthians Paulista 1:1 Lima - Neto |
| 9 marca 1991  | CR Flamengo - Santos FC 1:0 Nélio                       |
| 9 marca 1991  | CR Vasco da Gama - Sport Recife 1:1 Bebeto - Fábio      |
| 9 marca 1991  | Athletico Paranaense - SE Palmeiras 1:1 Éder - Erasmo   |
| 9 marca 1991  | Cruzeiro EC - Portuguesa 1:1 Charles - Bentinho         |
| 9 marca 1991  | Náutico - Fluminense FC 0:1 Ézio                        |
| 9 marca 1991  | EC Vitória - Grêmio Porto Alegre 1:0 Antônio Carlos     |
| 11 marca 1991 | CA Bragantino - Botafogo FR 3:0 Mazinho (2), Sílvio     |
| 13 marca 1991 | Goiás EC - Atlético Mineiro 0:1 Gérson                  |

#### Kolejka 8
| Data          | Mecz                                                                              |
| ------------- | --------------------------------------------------------------------------------- |
| 16 marca 1991 | Grêmio Porto Alegre - CR Flamengo 0:0                                             |
| 16 marca 1991 | Goiás EC - São Paulo 1:1 Túlio - Macedo                                           |
| 17 marca 1991 | Corinthians Paulista - SE Palmeiras 0:0                                           |
| 17 marca 1991 | Fluminense FC - CA Bragantino 0:0                                                 |
| 17 marca 1991 | Portuguesa - SC Internacional 1:0 Luís Carlos Winck s                             |
| 17 marca 1991 | CR Vasco da Gama - EC Bahia 1:0 Bebeto                                            |
| 17 marca 1991 | Cruzeiro EC - Sport Recife 5:1 Charles (2), Gustavo, Luís Fernando, Paulao - Tato |
| 17 marca 1991 | Atlético Mineiro - Náutico 4:0 Gérson (3), Amauri                                 |
| 18 marca 1991 | Santos FC - EC Vitória 2:0 César Sampaio, Paulinho                                |
| 20 marca 1991 | Athletico Paranaense - Botafogo FR 2:2 Éder, André - Bujica, Valdeir              |

#### Kolejka 9
| Data          | Mecz                                                             |
| ------------- | ---------------------------------------------------------------- |
| 22 marca 1991 | SE Palmeiras - Atlético Mineiro 1:0 Jorginho                     |
| 22 marca 1991 | São Paulo - Grêmio Porto Alegre 2:0 Raí, Ronaldao                |
| 23 marca 1991 | Botafogo FR - Santos FC 0:3 Paulinho (3)                         |
| 24 marca 1991 | CR Flamengo - CR Vasco da Gama 3:0 Gaúcho, Marquinhos, Adílson   |
| 24 marca 1991 | SC Internacional - Fluminense FC 2:1 Júlio, Márcio Santos - Bobô |
| 24 marca 1991 | EC Vitória - Portuguesa 1:1 Barbosa - Vágner Mancini             |
| 24 marca 1991 | Náutico - Cruzeiro EC 2:0 Bizu, Nivaldo                          |
| 24 marca 1991 | Sport Recife - CA Bragantino 1:0 Hélio                           |
| 24 marca 1991 | Goiás EC - EC Bahia 1:1 Richard - Naldinho                       |
| 24 marca 1991 | Corinthians Paulista - Athletico Paranaense 1:1 Neto - Serginho  |

#### Kolejka 10
| Data            | Mecz |
| --------------- | --- |
| 30 marca 1991   | CR Flamengo - Atlético Mineiro 1:3 Alcindo - Aílton, Gérson, Sergio Araújo                                |
| 30 marca 1991   | SC Internacional - Santos FC 1:1 Lima - Paulinho                                                          |
| 31 marca 1991   | CR Vasco da Gama - Fluminense FC 1:1 Jorge Luís - Jorge Luís s                                            |
| 31 marca 1991   | Portuguesa - Corinthians Paulista 0:2 Fabinho, Neto                                                       |
| 31 marca 1991   | CA Bragantino - São Paulo 1:2 Alberto - Elivélton, Macedo                                                 |
| 31 marca 1991   | EC Bahia - Athletico Paranaense 1:1 Cláudio Adao - Éder                                                   |
| 31 marca 1991   | EC Vitória - Sport Recife 1:1 André Carpes - Hélio                                                        |
| 31 marca 1991   | Náutico - Goiás EC 2:2 Bizu (2) - Cacau (2)                                                               |
| 1 kwietnia 1991 | Grêmio Porto Alegre - SE Palmeiras 0:1 Betinho                                                            |
| 1 kwietnia 1991 | Botafogo FR - Cruzeiro EC 3:2 Carlos Alberto Dias, Carlos Alberto Santos, Renato Gaúcho - Heider, Charles |

#### Kolejka 11
| Data            | Mecz                                                    |
| --------------- | ------------------------------------------------------- |
| 2 kwietnia 1991 | Sport Recife - Corinthians Paulista 1:1 Agnaldo - Jairo |
| 3 kwietnia 1991 | Santos FC - Fluminense FC 1:1 Paulinho - Renato         |
| 3 kwietnia 1991 | Portuguesa - CR Vasco da Gama 1:1 Lê - Zé Do Carmo      |
| 3 kwietnia 1991 | SC Internacional - Botafogo FR 2:0 Lima (2)             |
| 3 kwietnia 1991 | Atlético Mineiro - EC Vitória 2:0 Edu Lima, Cléber      |
| 3 kwietnia 1991 | Athletico Paranaense - Náutico 3:0 Ratinho, Alceu, Tico |
| 4 kwietnia 1991 | São Paulo - SE Palmeiras 0:0                            |
| 4 kwietnia 1991 | CA Bragantino - CR Flamengo 1:1 Alberto - Gaúcho        |
| 4 kwietnia 1991 | Grêmio Porto Alegre - EC Bahia 0:0                      |
| 4 kwietnia 1991 | Cruzeiro EC - Goiás EC 2:1 Charles, Adílson - Túlio     |

#### Kolejka 12
| Data            | Mecz                                                                                            |
| --------------- | ----------------------------------------------------------------------------------------------- |
| 5 kwietnia 1991 | CR Flamengo - Corinthians Paulista 2:3 Gaúcho, Wílson Gottardo - Paulo Sérgio, Dinei, Neto      |
| 5 kwietnia 1991 | SE Palmeiras - CA Bragantino 0:2 Ronaldo Alfredo, Ivair                                         |
| 5 kwietnia 1991 | São Paulo - Botafogo FR 1:0 Bernardo                                                            |
| 5 kwietnia 1991 | Grêmio Porto Alegre - Cruzeiro EC 0:0                                                           |
| 5 kwietnia 1991 | EC Bahia - SC Internacional 1:1 Adil - Zé Carlos                                                |
| 5 kwietnia 1991 | Náutico - CR Vasco da Gama 0:0                                                                  |
| 5 kwietnia 1991 | Goiás EC - Sport Recife 3:1 Túlio (2), Jorge Batata - Neco                                      |
| 5 kwietnia 1991 | Athletico Paranaense - EC Vitória 3:1 Tico (2), Moreno - Cacau                                  |
| 6 kwietnia 1991 | Atlético Mineiro - Santos FC 4:1 Edu Lima, Paulo Roberto Prestes, Fernando, Alfinete - Paulinho |
| 4 maja 1991     | Portuguesa - Fluminense FC 1:2 Cléber - Ézio, Renato                                            |

#### Kolejka 13
| Data            | Mecz                                                                        |
| --------------- | --------------------------------------------------------------------------- |
| 6 kwietnia 1991 | Portuguesa - Atlético Mineiro 1:1 Vágner Mancini - Moacir                   |
| 7 kwietnia 1991 | CR Flamengo - Fluminense FC 2:1 Nélio, Jéferson - Renato                    |
| 7 kwietnia 1991 | Corinthians Paulista - São Paulo 1:1 Wílson Manoe - Macedo                  |
| 7 kwietnia 1991 | EC Bahia - SE Palmeiras 1:2 Lima - Jorginho, Raniélli                       |
| 7 kwietnia 1991 | CR Vasco da Gama - SC Internacional 2:2 Jorge Raoli, Zé Do Carmo - Lima (2) |
| 7 kwietnia 1991 | Náutico - Grêmio Porto Alegre 3:1 Bizu (2), Newton - Mendonça               |
| 7 kwietnia 1991 | Sport Recife - Botafogo FR 1:1 Givaldo - Bujica                             |
| 7 kwietnia 1991 | EC Vitória - CA Bragantino 1:2 Barbosa - Sílvio, Mazinho                    |
| 7 kwietnia 1991 | Goiás EC - Athletico Paranaense 1:0 Túlio                                   |
| 8 kwietnia 1991 | Santos FC - Cruzeiro EC 4:0 Paulinho, Sérgio Manoel, Almir, Edu Marangon    |

#### Kolejka 14
| Data             | Mecz                                                                      |
| ---------------- | ------------------------------------------------------------------------- |
| 13 kwietnia 1991 | Goiás EC - Corinthians Paulista 1:0 Richard                               |
| 13 kwietnia 1991 | Atlético Mineiro - Fluminense FC 1:1 Gérson - Bobô                        |
| 13 kwietnia 1991 | CR Flamengo - SC Internacional 1:1 Marcelinho Carioca - Helcinho          |
| 14 kwietnia 1991 | CR Vasco da Gama - Botafogo FR 3:0 Sorato (2), Bebeto                     |
| 14 kwietnia 1991 | São Paulo - Portuguesa 1:0 Muller                                         |
| 14 kwietnia 1991 | CA Bragantino - Santos FC 1:0 Joao Santos                                 |
| 14 kwietnia 1991 | Grêmio Porto Alegre - Sport Recife 2:0 Caio, Vílson                       |
| 14 kwietnia 1991 | Athletico Paranaense - Cruzeiro EC 2:3 Tico (2) - Ramón, Adílson, Charles |
| 14 kwietnia 1991 | SE Palmeiras - EC Vitória 2:2 Lima, Odair - Júnior (2)                    |
| 14 kwietnia 1991 | EC Bahia - Náutico 2:1 Adil, Cláudio Adao - Levi                          |

#### Kolejka 15
| Data             | Mecz                                                                        |
| ---------------- | --------------------------------------------------------------------------- |
| 18 kwietnia 1991 | Santos FC - Grêmio Porto Alegre 1:0 Paulinho                                |
| 20 kwietnia 1991 | Corinthians Paulista - Fluminense FC 3:1 Tupazinho, Édson, Giba - Bobô      |
| 20 kwietnia 1991 | CR Vasco da Gama - São Paulo 2:2 Eduardo, Sorato - Macedo (2)               |
| 21 kwietnia 1991 | SC Internacional - Atlético Mineiro 2:2 Helcinho, Cuca - Marquinhos, Moacir |
| 21 kwietnia 1991 | CR Flamengo - Portuguesa 0:0                                                |
| 21 kwietnia 1991 | Cruzeiro EC - EC Bahia 0:1 Luís Henrique                                    |
| 21 kwietnia 1991 | CA Bragantino - Náutico 3:1 Sílvio, Mazinho, Gil Baiano - Bizu              |
| 21 kwietnia 1991 | EC Vitória - Goiás EC 3:1 Barbosa, Toby, Missinho - Jorge Batata            |
| 21 kwietnia 1991 | Sport Recife - Athletico Paranaense 2:0 Ademar s, Hélio                     |
| 22 kwietnia 1991 | Botafogo FR - SE Palmeiras 0:0                                              |

#### Kolejka 16
| Data             | Mecz                                                              |
| ---------------- | ----------------------------------------------------------------- |
| 24 kwietnia 1991 | EC Bahia - Santos FC 1:0 Jorginho                                 |
| 27 kwietnia 1991 | Atlético Mineiro - Corinthians Paulista 2:0 Alfinete, Gérson      |
| 27 kwietnia 1991 | Fluminense FC - Cruzeiro EC 2:0 Renato, Pires                     |
| 28 kwietnia 1991 | Botafogo FR - CR Flamengo 0:0                                     |
| 28 kwietnia 1991 | São Paulo - Sport Recife 2:0 Raí, Muller                          |
| 28 kwietnia 1991 | Grêmio Porto Alegre - CA Bragantino 1:1 Nando - Sílvio            |
| 28 kwietnia 1991 | Athletico Paranaense - Portuguesa 1:1 Moreno - Vágner Mancini     |
| 28 kwietnia 1991 | Goiás EC - SC Internacional 1:0 Túlio                             |
| 28 kwietnia 1991 | Náutico - EC Vitória 1:1 Róbson - Jairo                           |
| 29 kwietnia 1991 | SE Palmeiras - CR Vasco da Gama 2:2 Careca (2) - Bismarck, Sorato |

#### Kolejka 17
| Data            | Mecz |
| --------------- | --- |
| 2 kwietnia 1991 | CR Vasco da Gama - Athletico Paranaense 3:2 Sorato, Bismarck, William - Serginho, Moreno                                            |
| 1 maja 1991     | Corinthians Paulista - Grêmio Porto Alegre 2:1 Neto (2) - Joao Antônio                                                              |
| 1 maja 1991     | EC Vitória - São Paulo 1:2 Júnior - Muller, Raí                                                                                     |
| 1 maja 1991     | CA Bragantino - Atlético Mineiro 1:1 Júnior - Edu Lima                                                                              |
| 1 maja 1991     | Portuguesa - Goiás EC 1:0 Bentinho                                                                                                  |
| 1 maja 1991     | SC Internacional - Náutico 1:2 Barros s - Bizu, Fábio Oliveira                                                                      |
| 1 maja 1991     | Sport Recife - EC Bahia 1:2 Sérgio Alves - Luís Henrique, Adil                                                                      |
| 1 maja 1991     | Fluminense FC - Botafogo FR 1:0 walkower mecz przerwany przy stanie 0:0 z powodu wtargnięcia na płytę boiska kibiców klubu Botafogo |
| 2 maja 1991     | Santos FC - SE Palmeiras 1:1 Paulinho - Toninho                                                                                     |
| 10 maja 1991    | Cruzeiro EC - CR Flamengo 0:2 Nélio (2)                                                                                             |

#### Kolejka 18
| Data             | Mecz                                                                     |
| ---------------- | ------------------------------------------------------------------------ |
| 9 kwietnia 1991  | Santos FC - Athletico Paranaense 3:0 Paulinho (2), Almir                 |
| 12 kwietnia 1991 | Náutico - Portuguesa 1:0 Lúcio Surubim                                   |
| 11 maja 1991     | EC Bahia - Corinthians Paulista 1:1 Luís Henrique - Neto                 |
| 11 maja 1991     | SE Palmeiras - SC Internacional 0:0                                      |
| 12 maja 1991     | São Paulo - Cruzeiro EC 3:1 Raí, Leonardo, Antônio Carlos - Charles      |
| 12 maja 1991     | Fluminense FC - Sport Recife 3:0 Ézio, Renato, Márcio                    |
| 12 maja 1991     | CA Bragantino - Goiás EC 1:0 Joao Santos                                 |
| 12 maja 1991     | Atlético Mineiro - Botafogo FR 0:3 Vivinho, Valdeir, Paulo Roberto Costa |
| 12 maja 1991     | Grêmio Porto Alegre - CR Vasco da Gama 3:0 Nando, Caio, China            |
| 12 maja 1991     | CR Flamengo - EC Vitória 2:1 Marcelinho Carioca, Djalminha - Barbosa     |

#### Kolejka 19
| Data         | Mecz                                                                   |
| ------------ | ---------------------------------------------------------------------- |
| 18 maja 1991 | SC Internacional - São Paulo 1:0 Alex                                  |
| 19 maja 1991 | CR Vasco da Gama - Atlético Mineiro 1:1 Zé do Carmo - Gérson           |
| 19 maja 1991 | Corinthians Paulista - Náutico 1:0 Neto                                |
| 19 maja 1991 | EC Vitória - Fluminense FC 1:2 Júnior - Pires, Ézio                    |
| 19 maja 1991 | Botafogo FR - Grêmio Porto Alegre 3:1 Pichetti (2), Bujica - Chiquinho |
| 19 maja 1991 | Sport Recife - CR Flamengo 2:1 Júnior s, Moura - Marcelinho Carioca    |
| 19 maja 1991 | Goiás EC - Santos FC 3:0 Túlio (2), Cacau                              |
| 19 maja 1991 | Portuguesa - EC Bahia 1:0 Éder                                         |
| 19 maja 1991 | Cruzeiro EC - SE Palmeiras 2:0 Marco Antônio Boiadeiro, Nonato         |
| 19 maja 1991 | Athletico Paranaense - CA Bragantino 1:2 Moreno - Sílvio (2)           |

#### Tabela
| Poz | Klub                 | Mecze | Zw | Rem | Por | Pkt | BrZd | BrStr |
| --- | -------------------- | ----- | -- | --- | --- | --- | ---- | ----- |
| 1   | São Paulo            | 19    | 11 | 4   | 4   | 26  | 26   | 14    |
| 2   | CA Bragantino        | 19    | 9  | 8   | 2   | 26  | 27   | 14    |
| 3   | Fluminense FC        | 19    | 10 | 4   | 5   | 24  | 28   | 19    |
| 4   | Atlético Mineiro     | 19    | 8  | 8   | 3   | 24  | 28   | 19    |
| 5   | Corinthians Paulista | 19    | 8  | 8   | 3   | 24  | 23   | 17    |
| 6   | SE Palmeiras         | 19    | 7  | 8   | 4   | 22  | 20   | 19    |
| 7   | SC Internacional     | 19    | 5  | 10  | 4   | 20  | 19   | 16    |
| 8   | Santos FC            | 19    | 7  | 5   | 7   | 19  | 23   | 20    |
| 9   | CR Flamengo          | 19    | 7  | 5   | 7   | 19  | 20   | 24    |
| 10  | Portuguesa           | 19    | 5  | 9   | 5   | 19  | 14   | 15    |
| 11  | CR Vasco da Gama     | 19    | 4  | 11  | 4   | 19  | 22   | 26    |
| 12  | Botafogo FR          | 19    | 6  | 6   | 7   | 18  | 19   | 21    |
| 13  | EC Bahia             | 19    | 5  | 8   | 6   | 18  | 16   | 18    |
| 14  | Náutico              | 19    | 7  | 3   | 9   | 17  | 19   | 25    |
| 15  | Goiás EC             | 19    | 6  | 5   | 8   | 17  | 27   | 24    |
| 16  | Cruzeiro EC          | 19    | 5  | 6   | 8   | 16  | 23   | 28    |
| 17  | Athletico Paranaense | 19    | 5  | 5   | 9   | 15  | 27   | 28    |
| 18  | Sport Recife         | 19    | 4  | 5   | 10  | 13  | 15   | 30    |
| 19  | Grêmio Porto Alegre  | 19    | 3  | 6   | 10  | 12  | 15   | 24    |
| 20  | EC Vitória           | 19    | 3  | 6   | 10  | 12  | 17   | 27    |

### 1/2 finału
| Atlético Mineiro - São Paulo 1:1 i 0:0 1 25.05 1991 Cléber - Mário Tilico 2 01.06 1991         |
| Fluminense FC - CA Bragantino 0:1 i 1:1 1 26.05 1991 0:1 Franklin 2 01.06 1991 Ézio - Franklin |

### Finał
| São Paulo - CA Bragantino 1:0 i 0:0 |
| 5 czerwca 1991 São Paulo Estádio do Morumbi (67 759) São Paulo - CA Bragantino 1:0 (0:0) Sędzia: Márcio Rezende de Freitas Bramki: 1:0 Mário Tilico 49 São Paulo Futebol Clube (trener Telê Santana): Zetti - Cafu, Antônio Carlos, Ricardo Rocha, Leonardo, Ronaldão, Bernardo, Raí; Müller, Macedo, Elivélton (Mário Tilico) Clube Atlético Bragantino (trener Carlos Alberto Parreira): Marcelo - Gil Baiano, Júnior, Nei, Biro-Biro, Mauro Silva, Alberto, Mazinho Oliveira, Ivair (Luís Müller), Sílvio, Ronaldo Alfredo (Franklin) |
| 9 czerwca 1991 Bragança Paulista Estádio Marcelo Stéfani (12 492) CA Bragantino - São Paulo 0:0 Sędzia: José Roberto Wright Clube Atlético Bragantino (trener Carlos Alberto Parreira): Marcelo - Gil Baiano, Júnior, Nei, Biro-Biro, Mauro Silva, Alberto, Mazinho Oliveira, Ivair (Luís Müller), Sílvio, João Santos (Franklin) São Paulo Futebol Clube (trener Telê Santana): Zetti - Zé Teodoro, Antônio Carlos, Ricardo Rocha, Leonardo, Ronaldão, Bernardo, Cafu, Raí, Macedo, Müller (Flávio)                                     |

Mistrzem Brazylii w 1991 roku został klub São Paulo, natomiast klub CA Bragantino został wicemistrzem Brazylii.

## Końcowa klasyfikacja sezonu 1991
| Poz | Klub                 | Mecze | Zw | Rem | Por | Pkt | BrZd | BrStr |
| --- | -------------------- | ----- | -- | --- | --- | --- | ---- | ----- |
| 1   | São Paulo            | 23    | 12 | 7   | 4   | 31  | 28   | 15    |
| 2   | CA Bragantino        | 23    | 10 | 10  | 3   | 30  | 29   | 16    |
| 3   | Atlético Mineiro     | 21    | 8  | 10  | 3   | 26  | 29   | 20    |
| 4   | Fluminense FC        | 21    | 10 | 5   | 6   | 25  | 29   | 21    |
| 5   | Corinthians Paulista | 19    | 8  | 8   | 3   | 24  | 23   | 17    |
| 6   | SE Palmeiras         | 19    | 7  | 8   | 4   | 22  | 20   | 19    |
| 7   | SC Internacional     | 19    | 5  | 10  | 4   | 20  | 19   | 16    |
| 8   | Santos FC            | 19    | 7  | 5   | 7   | 19  | 23   | 20    |
| 9   | CR Flamengo          | 19    | 7  | 5   | 7   | 19  | 20   | 24    |
| 10  | Portuguesa           | 19    | 5  | 9   | 5   | 19  | 14   | 15    |
| 11  | CR Vasco da Gama     | 19    | 4  | 11  | 4   | 19  | 22   | 26    |
| 12  | Botafogo FR          | 19    | 6  | 6   | 7   | 18  | 19   | 21    |
| 13  | EC Bahia             | 19    | 5  | 8   | 6   | 18  | 16   | 18    |
| 14  | Náutico              | 19    | 7  | 3   | 9   | 17  | 19   | 25    |
| 15  | Goiás EC             | 19    | 6  | 5   | 8   | 17  | 27   | 24    |
| 16  | Cruzeiro EC          | 19    | 5  | 6   | 8   | 16  | 23   | 28    |
| 17  | Athletico Paranaense | 19    | 5  | 5   | 9   | 15  | 27   | 28    |
| 18  | Sport Recife         | 19    | 4  | 5   | 10  | 13  | 15   | 30    |
| 19  | Grêmio Porto Alegre  | 19    | 3  | 6   | 10  | 12  | 15   | 24    |
| 20  | EC Vitória           | 19    | 3  | 6   | 10  | 12  | 17   | 27    |

Do Copa Libertadores zakwalifikował się także klub spoza pierwszej ligi - zdobywca Copa do Brasil Criciúma.